# Keith Shepherd
Keith Shepherd (Waskesiu Lake, 21 ottobre 1947) è un ex sciatore alpino canadese.

## Biografia
Sciatore polivalente originario di Jasper, Shepherd debuttò in campo internazionale in occasione del Bud Werner Memorial 1966, a Sun Valley il 25 marzo in discesa libera (16º); esordì ai Campionati mondiali a Portillo 1966, dove si classificò 31º nella discesa libera, 18º nello slalom gigante, 13º nella combinata e non si qualificò per la finale nello slalom speciale, e in Coppa del Mondo il 15 gennaio 1967 a Wengen in slalom speciale (24º). Ai X Giochi olimpici invernali di Grenoble 1968, sua unica presenza olimpica, non completò lo slalom gigante, l'unica gara alla quale prese parte.
In Coppa del Mondo conquistò tre piazzamenti a punti, tutti in discesa libera: il primo il 24 gennaio 1969 a Megève (7º, suo miglior risultato nel circuito), l'ultimo il 23 gennaio 1970 nella medesima località (8º). Ai Mondiali di Val Gardena 1970, sua ultima presenza iridata, fu 19º nella discesa libera, 22º nello slalom gigante, 21º nello slalom speciale e 10º nella combinata; prese per l'ultima volta il via in Coppa del Mondo il 20 dicembre 1970 a Val-d'Isère in discesa libera (20º).

## Palmarès

### Coppa del Mondo
- Miglior piazzamento in classifica generale: 41º nel 1969

### Campionati canadesi
- 4 medaglie (dati parziali):
  - 2 ori (slalom gigante nel 1968; discesa libera nel 1969)[7]
  - 1 argento (combinata[8] nel 1969)
  - 1 bronzo (slalom speciale[8] nel 1969)